# DESFA
DESFA (грец. ΔΕΣΦΑ — Διαχειριστής Εθνικού Συστήματος Φυσικού Αερίου) — державна компанія, ексклюзивний оператор грецької національної газотранспортної системи, відповідає за її розвиток і експлуатацію. Заснована 2005 року урядом Греції як дочірня компанія корпорації DEPA. Управляється Радою директорів на чолі із президентом Ніколаосом Мавроматісом.

## «Південний потік»
У травні 2009 року «Газпром» і DESFA підписали базову угоду про співпрацю за проектом «Південний потік» на території Греції, що встановив принципи взаємодії на переднвестіційної стадії проекту і визначив умови, порядок створення і механізми діяльності спільної проектної компанії. 7 червня 2010 року «Газпром» і DESFA підписали в Москві угоду про будівництво грецької ділянки газопроводу «Південний потік». Спільне підприємство одразу було задекларовано як паритетне. Основне завдання діяльності компанії — будівництво та експлуатація грецької ділянки газопроводу. Вартість цього відрізка оцінюється в мільярд євро.
1 липня 2010 року «Газпром» і DESFA заснували компанію South Stream Greece A.E., зареєструвавши її в Афінах. Кожна з двох компаній володіє у спільному підприємстві часткою в 50%. Проект техніко-економічного обґрунтування буде завершений до кінця 2011 року, а газопровід повинен вступити в дію до 2015 року.